# Elonkerjuu
Elonkerjuu ist eine finnische Folk-Rock-Band aus dem südösterbottnischen Teuva, deren Texte im lokalen Dialekt gehalten sind.
Die Band wurde 1995 als Lauri Tähkä & Elonkerjuu gegründet. 2011 stieg Lauri Tähka aus und wurde durch Juha Lagström ersetzt. Im August 2016 verließ Johanna Koivu die Band. 
Den kommerziellen Durchbruch schaffte Elonkerjuu 2006 mit ihrem Album Maailma on renki.

## Diskografie

### Alben
- 2001: Pistoja syrämmes (Little Big Records)
- 2002: Pistoja syrämmes (Suomen Mediamusiikki; FI: Gold)
- 2002: Komia on aina komia (Suomen Mediamusiikki; FI: Gold)
- 2004: Syntymähäjyt (Suomen Mediamusiikki/Saarnipuu Kustannus)
- 2006: Maailma on renki (Universal Music)
- 2007: Tuhannen riemua (Universal Music)
- 2008: Kirkkahimmat 2000–2008 (Kompilation, Universal Music)
- 2009: Tänään ei huomista murehdita
- 2010: Iholla
- 2011: Polte
- 2012: Ilon pirstaleet (RCA; FI: Gold)
- 2013: Hurmaan
- 2014: Hehkuva rauta (RCA / Sony Music)
- 2019: XX (Elofest Records)

### Singles und EPs
- 2000: Suukkoa vai puukkoa (EP, Little Big Records)
- 2001: Ihana impi / Kruunun kahalehis (Little Big Records)
- 2002: Mettumaari / Eerinjärven rannalla (Suomen Mediamusiikki)
- 2002: Juomaripoika / Mennään pojat (Suomen Mediamusiikki)
- 2004: Papukaija (Suomen Mediamusiikki)
- 2004: Istu tyttöni polvelle / Tyttörukka (Promo, Suomen Mediamusiikki)
- 2005: Piian nappula (Promo, Edel Records)
- 2006: Maailma on renki / Tytönhupakko (Universal Music)
- 2006: Rakkaus ei oo pysyvää (Promo, Universal Music)
- 2006: Pitkät pellot (Promo, Universal Music)
- 2006: Hyvästi (Universal Music)
- 2007: Hetkeksi en sulle rupia / Nuaren likan elämä (live) / Hyvästi (live) (Universal Music)
- 2007: Pauhaava sydän (Universal Music)
- 2007: Kimpale kultaa (Promo, Universal Music)
- 2008: Rakasta rintani ruhjeille (Promo, Universal Music)
- 2008: Reikäinen taivas (Universal Music)
- 2009: Suudellaan (Universal Music)
- 2009: Kylkeen kyhnytä (Promo, Universal Music)
- 2009: Suojaan kaikelta (Promo, Universal Music)
- 2011: Syyskuun kyy
- 2011: Polte

### Videoalben
- 2007: Kerjuuvuodet 2000–2007 (FI: Gold)

## Auszeichnungen
- Emma 2006: Bester finnischer Künstler (Publikumsabstimmung)[3]
- Emma 2007: Bestes Pop-Album (Tuhannen riemua), Beste nationale DVD (Kerjuuvuodet 2000–2007), Bester finnischer Künstler (Publikumsabstimmung)[4]